# Nongjia

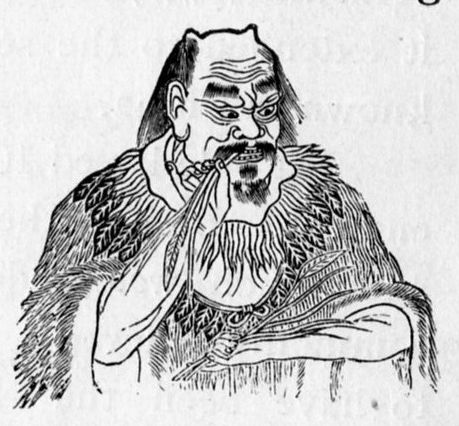
Shennong

Nongjia (chiń. upr. 农家; chiń. trad. 農家; pinyin Nóngjiā; Wade-Giles Nung-chia; dosł. „Szkoła rolników”) – jeden z prądów we wczesnym okresie rozwoju filozofii chińskiej. Przez Liu Xina sklasyfikowana jako jedna z dziesięciu głównych szkół filozoficznych. Jej najważniejszym przedstawicielem był żyjący w IV wieku p.n.e. Xu Xing (許行).
Przedstawiciele szkoły rolników krytykowali istniejący system społeczny, głosząc utopijne idee oparte na agraryzmie. Odwoływali się przy tym do czasów mitycznego króla Shennonga, kiedy to panować miał idealny system obywający się bez jakiegokolwiek prawodawstwa i systemu administracyjnego, a ludzie żyli w niewielkich komunach rolniczych, utrzymując się z pracy własnych rąk. Krytykowali ostro współczesnych sobie władców, gdyż nie zajmowali się uprawą roli, żyjąc kosztem innych. Idealny władca miał się obchodzić bez korpusu urzędniczego, żyć i pracować tak jak wszyscy, a jego rządy miały być oparte na sile moralnej zamiast fizycznej. Zdaniem filozofów nongjia państwo powinno przejąć kontrolę nad zbiorami zboża, magazynując jego nadwyżki w latach urodzaju i uruchamiając rozdawnictwo w czasie klęski nieurodzaju, co zapobiegłoby głodowi i drożyźnie.
Utopijne koncepcje szkoły rolników spotkały się z krytyką ze strony konfucjanistów i moistów. W szczególności Mencjusz krytykował Xu Xinga, twierdzącego, że każdy winien utrzymywać się z roli i pracy własnych rąk, wykazując, że sam Xu korzysta z cudzej pracy, choćby nosząc utkane przez kogoś ubrania czy używając wykonanych przez rzemieślników narzędzi. Ta obrona społecznego podziału pracy służyła Mencjuszowi jako argument za istnieniem wyróżnionej klasy specjalistów od rządzenia.
Poświęcone praktycznej sztuce rolnictwa teksty nongjia przetrwały zarządzone przez Pierwszego Cesarza niszczenie tekstów filozoficznych. Poglądy szkoły rolników wywarły wpływ na taoistów oraz obecny w chińskiej tradycji intelektualnej utopijny agraryzm.